# G.I. Joe
G.I. Joe é uma franquia de action figures (figuras de ação) americana produzida pela empresa de brinquedos Hasbro. No Brasil, primeiro sob o nome 'Falcon: Comandos em Ação' e depois somente de 'Comandos em Ação', foi fabricada pela Estrela.
G.I. Joe, conforme dizia na abertura do desenho, "é o nome-código da equipe de ataque mais ousada do mundo. Seu propósito: defender a liberdade humana contra a Organização Cobra, um impiedoso grupo terrorista determinado a dominar o mundo".
Um fato bastante conhecido entre as crianças da época e colecionadores é a fragilidade dos dedões quando tentava-se seguidas vezes encaixar uma arminha que ficasse muito justa, quebrando-se com relativa prequência e deixando os personagens com apenas 4 dedos na mão. Por conta disso, surgiu no Brasil a referência "bonecos armados e dedos quebrados". Apesar de soar como crítica, foi adotada com muito orgulho, dada a tamanha nostalgia que ela carrega.
A Estrela também lançou seus próprios lemas, como: "os colecionadores de aventura", "aventura com emoção de verdade" e "ação com você no comando".

## Brinquedos
Nos EUA, os brinquedos foram lançados em 1964 (pela Hasbro), com os bonecos de 12 polegadas (30 cm). Em 1976 a linha foi cancelada. No Brasil, esses bonecos chegaram em 1978 pela Estrela e foram fabricados até 1984. Em 1982 a Hasbro deu início aos bonecos de 3 3/4 polegadas (10 cm) e no Brasil, esses bonecos chegaram no mesmo ano em que a Estrela parava com os maiores (1984). Tendo sido fabricado e vendido até 1995.
Na década de 1990 tanto a Hasbro quanto a Estrela voltaram ocasionalmente a vender os bonecos de 12" em edições comemorativas. E em 2017 a Estrela retomou a linha de produção do Falcon (reeditando algumas missões clássicas e apresentando outras inteiramente novas), com uma média de 2 ou mais lançamentos por ano, geralmente com poucas centenas de exemplares.

### Estados Unidos[3]

#### GI Joe (1964-1969)
A ideia original para a figura de ação que se tornaria G.I. Joe foi desenvolvido em 1963 por Stanley Weston (inventor), um agente de licenciamento de Manhattan. Weston fez protótipos rudimentares da figura e materiais básicos de marketing que mostravam o potencial de vendas de uma figura de ação militar. Quando mostrou esses materiais a Donald Levine, um executivo da Hasbro, Levine disse a Weston: "Você fará uma fortuna com eles." Posteriormente, Weston licenciou todo o conceito para a Hasbro por US$ 100.000.
A sabedoria convencional do marketing do início dos anos 1960 era que os meninos não brincavam com bonecas ('dolls' em inglês) e os pais não compravam bonecas para seus filhos, que tradicionalmente eram brinquedos de meninas; assim, a palavra "boneca" nunca foi usada pela Hasbro ou por qualquer pessoa envolvida no desenvolvimento ou marketing de G.I. Joe. "Action figure" foi criado pela hasbro e era o único termo aceitável (dada a realidade cultural da época) e, desde então, tornou-se a descrição genérica para qualquer boneco(a) articulável destinado(a) a meninos. "America's movable fighting man" (O lutador móvel da América") é uma marca registrada da Hasbro e foi exibido com destaque em todas as embalagens da linha de 12". Vale ressaltar que 'toy soldier' (soldadinhos de chumbo) se referia a bonecos pequenos, feitos de chumbo e geralmente estáticos. É importante também compreender que em inglês, 'doll' é um termo unisex, o que dificulta a dissociação das linhas dedicadas a meninas há séculos.
As crianças entretanto, especialmente em países latinos, nunca se importaram em chamá-los de bonecos ou muñecos (em espanhol), sendo que com o passar dos anos, o preconceito foi desaparecendo conforme o segmento se agigantou e consolidou mundialmente, tanto para meninos quanto para meninas. Hoje, as famílias são bem mais abertas a darem bonecas para meninos se eles desejarem do que naquela época. Inclusive, muitos colecionadores adultos (independente da identidade de gênero) agregam algumas bonecas à sua coleção, especialmente Barbies articuladas. Há também, hoje em dia, uma considerável participação do público feminino no seguimento de action figures e boa parte dos pais acham produtivo que as filhas também se divirtam com brinquedos voltados ao público masculino.

#### GI Joe Adventure Team (1970-1978)
A crescente impopularidade da Guerra do Vietnã forçou a Hasbro a mudar sua abordagem para suas figuras de ação, devido ao declínio que todo militarista estava começando a sofrer. O produto separou-se assim dos esquemas de guerra originais, e passou a introduzir conceitos mais fantásticos, tornando-se, como o nome sugere, uma equipa de aventureiros. Eram os anos do grip kung-fu (ação do kung-fu), originalmente criado por Palitoy para seu Action Man, consistindo em uma mola para que as figuras simulassem um golpe de artes marciais; eles também introduziram os "Intruders" (intrusos), invasores alienígenas, como inimigos dos personagens humanos. A subida do preço do petróleo no final dos anos setenta obrigou-nos a procurar novos meios para poupar custos e manter-nos à tona, pelo que em 1976 foi interrompida a produção de figuras de 12″ e no ano seguinte uma nova linha de 8 ″ (20,32 cm), apelidado de "Super Joe", que transformou os personagens de G.I. Joe em super-heróis. Finalmente em 1978, o Super Joe foi descontinuado, oficialmente devido ao custo de fabricação do material plástico, devido à crise do petróleo, embora também possam ser apontadas outras causas, de caráter mais comercial e empresarial.

#### G.I. Joe: A Real American Hero (1982-1994)
A Hasbro contratou a Marvel Comics para lançar uma revista em quadrinhos e série animada de televisão que foi então produzida pela Sunbow, uma empresa de propriedade conjunta da Hasbro e da Sony Wonder, uma subsidiária da japonesa Sony.
A linha de brinquedos nasceu de um encontro casual entre o CEO da Hasbro e o presidente da Marvel Comics, que, ao discutir seus respectivos negócios, descobriu que a Hasbro queria renomear a marca G.I. Joe, mas eles estavam tentando encontrar uma nova abordagem. O presidente da Marvel disse a ele que eles tinham os melhores criativos do mundo e que poderiam cuidar disso.
Antes do relançamento de G.I. Joe em 1982, Larry Hama estava desenvolvendo uma ideia para uma nova história em quadrinhos chamada Fury Force, que ele esperava publicar na Marvel. A história original centrada no personagem de Nick Fury, que monta uma equipe de comandos de elite para lutar contra os terroristas da Hidra. Jim Shooter chamou Hama para trabalhar em G.I. Joe devido à formação militar de Hama, e o conceito de Fury Forcefoi adaptado ao projeto. Shooter sugeriu à Hasbro que G.I. Joe seria o nome da equipe e eles deveriam lutar contra terroristas, enquanto Archie Goodwin surgiu com Cobra e Cobra Commander; todo o resto foi criado por Hama. A Hasbro inicialmente não tinha certeza sobre a produção de uma série de brinquedos também para vilões, acreditando que não venderia; A Marvel também sugeriu a inclusão de personagens e veículos femininos.
Cada personagem tinha sua própria biografia, escrita na maioria dos casos por Hama, que tirou muitas ideias de suas experiências nas forças armadas dos Estados Unidos. A premissa geral da linha de brinquedos gira em torno de um esquadrão antiterrorista de elite, codinome G.I. Joe, que conta com bravos soldados das mais diversas especialidades, nem sempre militar, cujo principal objetivo é impedir que a organização Cobra dominasse o mundo.
No século XXI, a Hasbro já lançou diferentes novos formatos da linha 'A Real American Hero', dentre elas, destacam-se a 25th Anniversary (de 4") que utilizou-se de novo formato popularmente chamado de "modern age mold" (molde da era moderna), a Classified Series (de 6") e a Hasbro Pulse que traz relançamentos clássicos (de 3 3/4") com um toque mais refinado.

#### Sgt. Savage and his Screaming Eagles(1995)
Imediatamente após o desaparecimento de G.I. Joe: A Real American Hero, a Hasbro comercializou esta linha de bonecos de 4" (10 cm) cobertos com o rótulo GI Joe. (Sargento Savage and the Victorious Eagles) O sargento Savage é um herói da Segunda Guerra Mundial que, acompanhado por seus "Screaming Eagles ", luta contra a organização I.R.O.N. Army (Exército de Ferro), facção nitidamente inspirada no exército nazista alemão. as mesmas proporções corporais. A arte mostrada nos blisters e caixas foi feita por Joe Kubert, um quadrinista americano. Um episódio piloto também foi produzido para uma futura série animada, mas esta foi cancelada porque a linha tinha um vida curta, devido ao seu fracasso comercial.

#### Spy Troops / Valor Vs. Venom(2003-2008)
No início dos anos 2000, a Hasbro tentou utilizar novos moldes menos articulados e mais caricatos mantendo a escala 1:18 (3 3/4" e 4"), assim surgiram as linhas Spy Troops (2003) e Valor Vs. Venom (2004), que estiveram no mercado paralelamente a novos personagens nos moldes clássicos e também aos da linha 25th Anniversary.

#### Sigma 6(2005-2007)
Buscando novos mercados, a linha Sigma Six tinha 8" e durou apenas 3 anos. Compartilhava alguns personagens da linha A Real American Hero e apresentava outros novos, bem como uma história própria. Os personagens tinham aparência de mais jovens e usavam acessórios mais tecnológicos e futuristas.

### No Brasil[16][17]

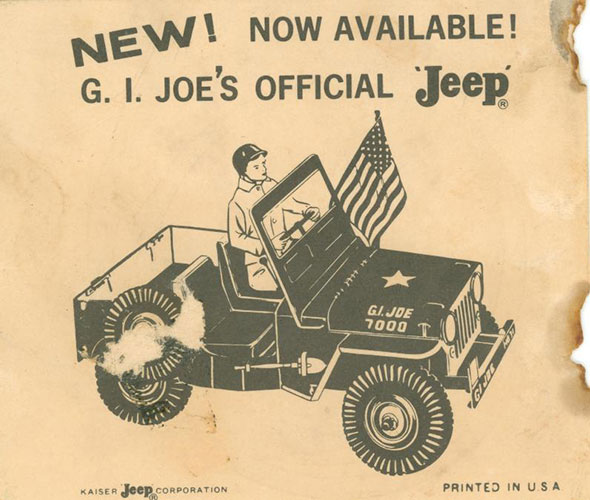
Jeep de G. I. Joe

- A primeira versão de G.I. Joe foi lançada em 1977 pela Estrela com o nome Comandos em Ação - Falcon, inspirada inspirada na coleção Adventure Team.

- Em 1984, a Estrela lançou uma nova coleção chamada Comandos em Ação, inspirada na coleção G.I. Joe: A Real American Hero.[19]
- Foram lançados 124 bonecos no Brasil. Porém, devido a algumas variações em alguns bonecos, o número exato é controverso, dependendo muito do conceito que cada colecionador tem quanto ao que ele considera variação ou apenas ajuste de produção. A Estrela também chegou a produzir brinquedos da franquia para a própria Hasbro (mercado americano), por estar de posse dos moldes desejados e também para baratear o custo da produção.
- As versões brasileiras das figuras americanas de 1982 vieram em sua maioria com o nome "Estrela" estampado nas costas.
- Muito se fala no exterior, quanto aos bonecos produzidos pela Estrela não serem compatíveis com os padrões americanos pela infidelidade aos personagens e incoerência na pintura. Por exemplo, dizia-se que o plástico brasileiro era de qualidade inferior e quebrava dedões com maior frequência, em contrapartida, os bonecos brasileiros raramente desbotavam. Apesar das críticas, dentre os países com fabricação própria (excetuando os originais americanos), o Brasil detinha a segunda melhor qualidade, ficando atrás apenas dos produzidos pro mercado europeu.
- Por ter feito muitos bonecos exclusivos (personalizados), os bonecos brasileiros se tornaram muito famosos internacionalmente, tendo alguns um superfaturado valor no mercado.
- Apesar de não ser o mais raro, o Cobra de Aço é um boneco incomum de se encontrar em perfeitas condições e por sua aparência se tornou o boneco brasileiro mais famoso mundialmente. Outros bonecos brasileiros muito famosos são o Cobra Invasor, Cobra (Soldado Cobra), Marujo e Forasteiro.
- Em 2003, a Gulliver importou alguns produtos lançados nos EUA.[20]
- Em 2008, a Estrela, que detinha os direitos sobre o nome Comandos em Ação, encomendou direto da empresa chinesa Chap Mei alguns brinquedos da sua linha "Soldier Force" e renomeou como "Novos Comandos em Ação: Soldier".[21] O contrato de 3 anos acabou sendo cancelado e só durou um ano no mercado.  Em 2009, a própria Hasbro (já instalada no Brasil) importou alguns brinquedos da franquia para promover o filme em live action (que seria lançado naquele ano) no Brasil.  O mesmo se repetiu em 2012, devido ao segundo filme que estreou em março de 2013.
- Em 2008, a Hasbro processou a empresa por conta do não pagamento dos royalties referente aos produtos que a Estrela vendia sob licença desde de 1970. O último contrato entre as empresas valia até 2007 e não foi renovado por conta da abertura de uma filial própria da Hasbro no país. 2 anos após o relançamento do Falcon[22], em 2019 ouve deferimento parcial ao pedido da Hasbro em primeira instância e em 2021, o Tribunal de Justiça de São Paulo confirmou a decisão e decidiu que a Estrela deveria destruir os brinquedos.[23][24][25] Na decisão, foi definido que "Detetive", "Cara a Cara", "Combate", "Super Massa", "Genius", "Jogo da Vida", "Jogo da Vida Moderna", "Vida em Jogo" e "Viraletras" são da Hasbro, "Comandos em Ação", "Comandos em Ação Falcon", "Dona Cabeça de Batata" e "Banco Imobiliário" são de propriedade da Estrela, uma nova decisão em 14 de fevereiro de 2022 determinou a destruição apenas de "Super Massa".[26]
- Em 2009, a Hasbro passa a lançar a coleção G. I. Joe no Brasil, a princípio com figuras inspiradas no filme G.I. Joe: The Rise of Cobra.[27] Mas diversas outras linhas nas variadas escalas chegaram às prateleiras das lojas brasileiras nos anos seguintes, inclusive uma série retrô contendo alguns dos personagens trazidos pela Estrela nos anos 80, só que agora, utilizando o molde modern age.

### Outros países[28]

Bonecos de Action Man

- Reino Unido: Substituiu uma linha de bonecos famosa conhecida como Action Force (versão local de G.I. Joe: A Real American Hero) e no início herdou o mesmo nome. Depois passou a ser chamada Action Force G.I. Joe. Antes, os bonecos maiores (de 12") foram vendidos sob o nome de Action Man (que anos depois se tornaria uma franquia da próprias Hasbro).[29] As 3 linhas foram fabricadas e vendidas pela empresa Palitoy.[30] Três bonecos muito famosos de lá são a Quarrel, o "Tiger Force" Outback e o "Tiger Force" Blizzard, porém há outros bonecos exclusivos também muito cultuados.
- México: Produzidos pela empresa Auriken, os bonecos apenas destoavam dos americanos no tom das cores de alguns bonecos mas sua linha era de boa qualidade. Também foi dado o nome de G.I. Joe: Comandos Heroicos. Os moldes eram os mesmos usados anteriormente pela Estrela e os bonecos ainda apresentavam o nome da empresa brasileira em auto relevo.
- Argentina: Sob o nome de G.I. Joe: Comandos Heroicos chegou ao mercado pouco depois do México e também teve várias figuras exclusivas muito raras e cobiçadas no mundo todo. A produção era nitidamente de pior qualidade, especialmente na pintura e acessórios e após alguns anos a empresa local responsável, a Plastirama, passou a importar os brinquedos lançados no Brasil. Entre os fãs, os bonecos mais famosos de lá foram apelidados de Argen 7 (Seven), pois são 7 bonecos: Cobra Mortal, Glenda, Manleh, Topson, Shimik, Redmack e Cobra Invasor. Além dos 7, há outros bonecos também muito famosos. Ao contrário dos mexicanos, a Plastirama teve a iniciativa de remover o auto relevo "Estrela" das figuras mais antigas, ou pelo menos tentaram, já que mesmo assim é possível notar que a palavra ainda está ali, mesmo que quase imperceptível.
- Índia: Vendidos com o nome original, os bonecos e veículos na Índia foram fabricados pela empresa Funskool (subsidiária da Madras Rubber] e tinham qualidade similar à argentina, porém, ainda menos caprichada. A comercialização ocorreu bastante tempo depois dos demais países, sem um ciclo de lançamento fixo e também teve diversos bonecos exclusivos, alguns sequer lançados como parte da linha G.I. Joe.
- Japão: Os bonecos eram apenas recartelados dos americanos, vendidos pela empresa Takara. O nome foi adaptado para a fonética da língua japonesa. Apesar de não ter bonecos exclusivos, é muito procurada pela facilidade de se encontrar itens clássicos cartelados. O único boneco "exclusivo" conhecido é o Duke, que teve algumas tiragens com o molde do braço de outro personagem.
- China: Foi comercializado pela própria Hasbro, com nome adaptado para a fonética do mandarim e subtitulado de G.I. Joe International Heroes. Teve alguns poucos bonecos exclusivos, dentre os quais se destacam uma versão do Flint e do Major Bludd.
- Venezuela: A empresa Rubiplas também teve a sua linha, praticamente idêntica à argentina, porém apenas usava o nome original. Seu boneco mais famoso é uma versão quase toda branca do argentino Cobra Mortal, popularmente apelidado de Cobra "White" Mortal. Ele é também o boneco mais raro que existe porque a produção naquele país durou pouco tempo e teve baixa tiragem. A Rubiplas foi, até onde se tem conhecimento, o quarto e último país a utilizar alguns dos moldes adquiridos originalmente pela Estrela (antes tiveram também Auriken e Plastirama). A palavra (mal apagada) "Estrela" ainda é levemente perceptível nos poucos bonecos de posse de colecionadores.
- Outros: Diversos outros países comercializaram G.I. Joe, mas até onde se sabe eles apenas importavam e recartelavam os bonecos das produções listadas acima.

## Multimídia

### Áudio
Em 1987 foi lançado nos EUA, um pack de bonecos com o nome de Special Mission Brazil tematizados com roupas coloridas e junto vinha uma fita cassete com uma aventura em áudio que se passava na floresta Amazônica com a participações dos personagens vindos no pack.

### Filmes
| Filme      | Data de lançamento   | Diretor(es)      | Roteirista(s)                                                                  | Produtor(es)                                          |
| ---------- | -------------------- | ---------------- | ------------------------------------------------------------------------------ | ----------------------------------------------------- |
| G.I. Joe 1 | 07 de agosto de 2009 | Stephen Sommers  | Paul Lovett, David Elliot, Stuart Beattie, Stephen Sommers e Michael B. Gordon | Bob Ducsay, Brian Goldner e Lorenzo di Bonaventura    |
| G.I. Joe 2 | 28 de março de 2013  | Jon M. Chu       | Rhett Reese e Paul Wernick                                                     | Brian Goldner e Lorenzo di Bonaventura                |
| G.I. Joe 3 | 23 de julho de 2021  | Robert Schwentke | Joe Shrapnel, Anna Waterhouse e Evan Spiliotopoulos                            | Brian Goldner, Stephen Davis e Lorenzo di Bonaventura |

- G.I. Joe: A Origem de Cobra:
  - Ficha técnica: Lançamento em Julho de 2009 pela Paramount Pictures. Dirigido por Stephen Sommers.
  - Sinopse: James McCullen é o maior comerciante de armas do planeta. Ele está prestes a lançar sua nova arma, os nanomites, microscópicos robôs que podem destruir tudo o que encontram pela frente, independente do material que seja feito, e que podem ser desligados no momento que for desejado. McCullen envia quatro ogivas de nanomites para ser entregue por uma força especial do exército norte-americano, na qual estão presentes Duke e Ripcord. Porém o comboio é atacado por forças desconhecidas, comandadas pela Baronesa. As ogivas apenas não são levadas graças à intervenção dos G.I. Joe, um grupo internacional de agentes de elite liderado pelo General Hawk, que as leva juntamente com Duke e Ripcord para seu quartel-general.
  - Elenco: Channing Tatum (no papel de Duke), Dennis Quaid (Gal. Hawk), Rachel Nichols (Scarlett), Ray Park (o ninja Snake Eyes), Marlon Wayans (Ripcord), Saïd Taghmaoui] (Breaker), Adewale Akinnuoye-Agbaje (Heavy Duty), [[Karolina Kurkova (Cover Girl), Brendan Fraser (Sgt. Stone]), Christopher Eccleston (Destro), Joseph Gordon-Levitt (Comandante Cobra), Byung-hun (como o ninja Storm Shadow), Sienna Miller (Baronesa), Arnold Vosloo (Zartan), Jonathan Pryce (Presidente dos EUA / Zartan disfarçado), Kevin J. O'Connor (Dr. Mindbender) e Gerald Okamura (Hard Master).
- G.I. Joe 2: Retaliação:
  - Ficha técnica: Lançamento em Março de 2013 pela Paramount Pictures. Dirigido por Jon M. Chu.
  - Sinopse: Um acordo entre as grandes potências define a redução das ogivas nucleares no mundo todo, mas os Estados Unidos, comandados pela Organização Cobra, desconsideram o acerto e dão início a um plano de proporções alarmantes. Enquanto isso, seguindo as ordens do presidente americano, o esquadrão de elite G.I. Joe é acusado de traição e, após ser atacado brutalmente, tem vários de seus integrantes mortos em combate. Agora, os poucos que sobreviveram vão contar com a ajuda do criador dos G.I. Joe, Joe Colton (o G. I. Joe original dos anos 60), para, liderados por Roadblock, revidar o ataque em grande estilo. Ver.
  - Elenco: Do primeiro filme retornam Duke (Channing Tatum), os ninjas Snake Eyes (Ray Park) e Storm Shadow (Lee Byung-hum), o mercenário mutante Zartan (Arnold Vosloo) e o mesmo disfarçado de Presidente dos EUA (Jonathan Pryce). Dwayne "The Rock" Johnson viverá o fortão Roadblock, um cara musculoso e alto, mas com um coração sensível. The Rock faria uma ponta no primeiro filme, mas conflitos de agente o tiraram da produção. Adrianne Palicki, que interpretou a 'Mulher-Maravilha' na série não aprovada pela NBC, será Lady J. (Lady Jaye), a nova protagonista feminina. Ray Stevenson vai interpretar o ninja Firefly, especialista em sabotagem e explosivos. Bruce Willis interpretará o General Joseph "Joe" Colton, homem que deu origem ao codinome G.I. Joe. Também estão no elenco: D.J. Cotrona (Flint), RZA (Mestre Cego), Elodie Yung (Jinx), Joseph Mazzello (Mouse) e Luke Bracey (Comandante Cobra).
  - Um novo filme, Snake Eyes, estrelado por Henry Golding, foi lançado em 2021.
- Um novo filme, Snake Eyes, estrelado por Henry Golding, foi lançado em 2021.

### Séries animadas
- Comandos em Ação (G.I. Joe: A Real American Hero): O primeiro desenho animado da franquia. Produzido entre 1983 e 1987 (Sunbow), depois entre 1989 e 1991 (DIC). No Brasil, foi transmitido pela Rede Globo (entre 1986 e 1995, nas manhãs de domingo e nos programas Xou da Xuxa e TV Colosso) e depois no extinto canal pago Locomotion (em torno de 1999, juntamente com a série Extreme). Ao todo foram 100 episódios (95 mais um longa metragem) produzidos pela Sunbow e 44 produzidos pela DIC:
  - The Mass Device (1983): especial de 5 capítulos.
  - The Revenge of Cobra (1984): especial de 5 capítulos.
  - 1ª temporada (1985): 55 episódios.
  - 2ª temporada (1986): 30 episódios.
  - The Movie (1987): Longa metragem animado, por vezes dividido em 5 capítulos.
  - Operation Dragonfire (1989): especial de 5 capítulos.
  - 3ª temporada (1990): 19 episódios.
  - 4ª temporada (1991): 20 episódios.
- Sgt. Savage and His Screaming Eagles: O desenho teve apenas um episódio (pela Sunbow em 1994) que nunca foi ao ar, vinha apenas com o boneco que dá título à produção. A intenção era promover a nova linha de bonecos (que eram poucos centímetros maiores).
- G.I. Joe Extreme: Esta nova série substituiu o projeto cancelado do ano anterior. Trazia também novos personagens, utilizando somente o personagem Sgt. Savage do desenho anterior. Teve duas temporadas (pela Sunbow / Gunther-Wahl entre 1995 e 1997). No Brasil, foi transmitido pelo extinto canal pago Locomotion, em torno de 1999, e pelo programa Angel Mix da Globo, em 2000.
  - 1ª temporada (1995-1996): 13 episódios.
  - 2ª temporada (1996-1997): 13 episódios.
- G.I. Joe: Spy Troops: Animação (produzida pelo estúdio Creative_Studios Reel FX em 2003) com efeitos em CGI que tentou reprojetar a franquia no novo milênio. Voltou com personagens famosos dos anos 80 e introduzindo alguns novos.
- G.I. Joe: Valor vs. Venom: Outro longa metragem (pela Reel FX em 2004) animado com efeitos em CGI que dava sequência à produção anterior, com melhores efeitos e novos personagens além de alguns mais famosos.
- G.I. Joe: Ninja Battles: Animação (pela Reel FX em 2004) em formato narrativo com uma releitura da história de Snake Eyes e Storm Shadow. Algumas cenas dos 2 filmes anteriores foram utilizadas. Vinha com um set de bonecos.
- G.I. Joe: Sigma 6: Anime produzido pela Gonzo,[31] voltado mais pro público infantil (produzido pela  entre 2005 e 2007). Teve duas temporadas e contava com a participação de poucos personagens, porém quase todos já famosos. No Brasil, foi transmitido pelo extinto canal pago Jetix em 2008.
  - 1ª temporada (2005-2006): 13 episódios.
  - 2ª temporada (2006-2007): 13 episódios.
- G.I. Joe: Resolute: Foi uma série animada (produzida pela Titmouse Inc. em 2009) de episódios curtos que juntos compunham um longa metragem. Foi bem aceito pelos fãs por contar com grande parte dos personagens famosos e ter argumentos e situações voltadas pro público adulto. Por este motivo, integrou a grade do famoso programa Adult Swim nos Estados Unidos.
- G.I. Joe: Renegades: Foi uma nova série animada (produzida pela Hasbro Studios em 2010-2011) onde foi feita uma releitura da saga. Também com alguns personagens clássicos e outros aparecendo ocasionalmente. Foi bem aceito também pelos fãs embora não seja tão adulto quando a produção anterior. A série não foi cancelada, mas foi suspensa sem previsão de voltar. No Brasil, foi exibida entre 2016 e 2019 pela Band, e entre 2020 e 2021 pela extinta Loading.
  - 1ª temporada (2010-2011): 26 episódios.
- G.I. Joe: Operation HISS: Série animada em CGI lançada exclusivamente online (Hasbro Studios em 2010) e dava sequência ao filme em live action de 2009 (The Rise of Cobra). Não foi bem recebido pela produção ser de baixo orçamento.

## Histórias em quadrinhos
Como propriedade licenciada pela Hasbro, G.I. Os quadrinhos de Joe foram lançados de 1967 até o presente. G.I. Joe reapareceu na década de 1980 como uma história em quadrinhos promocional, produzida pela Marvel Comics. O sucesso do título principal levou a Marvel Comics a produzir um título secundário, G.I. Joe: Special Missions que durou 28 edições. A série principal lançou sua edição final nº 155 em dezembro de 1994, coincidindo com o fim da linha de brinquedos Real American Hero.
Em julho de 2001, a Devil's Due Publishing adquiriu os direitos de G.I. Joe e lançou uma série limitada de quatro edições intitulada G.I. Joe: A Real American Hero (Reinstated). A nova série começou sete anos após o fim da série Marvel Comics, e também utilizou elementos da série animada de TV. As fortes vendas fizeram com que Restabelecido fosse atualizado para contínuo, e o DDP também publicou outros G.I. Títulos de Joe fora da continuidade existente. A licença da DDP com a Hasbro expirou em 2008 e não foi renovada.
Em 2009, a IDW Publishing começou a publicar a série novamente. A série da IDW é uma reinicialização completa da propriedade, ignorando a continuidade das encarnações dos quadrinhos Marvel e Devil's Due, e eventualmente foi dobrada em um universo compartilhado de quadrinhos da Hasbro com outros títulos baseados na Hasbro publicados pela empresa, como Transformers. No entanto, a série originalmente publicada pela Marvel Comics nas décadas de 1980 e 1990 foi revivida como uma série contínua em maio de 2010 com uma edição especial nº 155 1⁄2, e seguida pela nº 156 em diante em julho de 2010. A série escolhe diretamente desde o final da série Marvel Comics e ignora completamente a continuidade do Devil's Due. Em 2022 foi anunciado que IDW perdeu os direitos de G.I Joe.
Em 2023, a Skybound Entertainment (selo da Image Comics de Robert Kirkman) anunciou que havia adquirido os direitos de G.I. Joe, e lançaria um novo universo compartilhado, o Universo Energon, que incluiria G.I. Joe, Transformers e uma nova propriedade original, Void Rivals; o primeiro quadrinho de G.I.de Joe como parte deste universo foi lançados em dezembro de 2023. Também foi anunciado que eles iriam retomar a publicação de A Real American Hero, com a edição #301 em novembro de 2023 começando de onde o renascimento do IDW havia parado.

### Estados Unidos
- Marvel Comics
  - G.I. Joe: A Real American Hero: Entre 1982-1994. 155 edições mensais.
  - G.I. Joe: Yearbook: Resumo anual. Entre 1985 e 1988. 4 edições anuais.
  - G.I. Joe: Special Missions: Entre 1986-1989. 28 edições bimestrais.
  - G.I. Joe: Order of Battle: Entre 1986 e 1987. 4 edições mensais.
  - G.I. Joe and the Transformers: Em 1987. 4 edições mensais.
  - G.I. Joe: European Missions: Entre 1988 e 1989. 15 edições mensais.
  - G.I. Joe Comics Magazine, Tales of G.I. Joe: A Real American Hero e Trade Paperback: Relançamentos de edições anteriores.
  - Transformers: Generation 2: Mini-série que contou com a presença dos G.I. Joes.
  - G.I. Joe: A Real American Hero: Desde 2010. Edições mensais que dão continuidade ao cânone, iniciando na edição "155 1/2" e seguindo adiante.
- Blackthorne Publishing
  - The Oficial How to Draw G.I. Joe: Entre 1987 e 1988. 4 edições mensais.
  - G.I. Joe in 3D: Entre 1987 e 1988. 6 edições trimestrais.
- Dark Horse Comics
  - G.I. Joe Extreme: Entre 1985 e 1986. 4 edições mensais.
- Image Comics / Devil's Due Publishing
  - G.I. Joe: A Real American Hero (Volume 2): Futuro alternativo da saga. Entre 2001 e 2005. 43 edições mensais.
  - Battle Files e Data Desk Handbook: Fichas de personagens e veículos. Em 2002, 3 edições bimestrais e em 2005 (uma edição) e 2007, 2 edições mensais.
  - Convention Specials e edições especiais: 12 edições sortidas e esporádicas na segunda metade da década de 2010.
  - Front Line: Entre 2002 e 2003. 18 edições às vezes mensais outras quinzenais.
  - G.I. Joe: Master & Apprentice 1 e 2: Em 2004, 4 edições mensais e em 2005, 4 edições mensais.
  - G.I. Joe: America's Elite: Continuação de G.I. Joe: A Real American Hero Vol.2 Entre 2005 e 2008, 36 edições mensais.
  - G.I. Joe: Special Missions: Entre 2006 e 2007. 6 edições esporádicas.
  - Storm Shadow: Em 2007. 7 edições mensais.
  - Declassified: Entre 2005 e 2007. 13 edições esporádicas divididas em 4 mini-séries (Snake Eyes, G.I. Joe, Scarlett e Dreadnoks) de 1, 3 ou 6 episódios.
  - G.I. Joe Vs. Transformers I, II, III (The Art of War) e IV (Black Horizon): Em 2003, 2004, 2006 e 2007. 6, 4, 5 e 2 edições mensais cada.
  - G.I. Joe: Reloaded: Entre 2004 e 2005. 14 edições mensais.
  - G.I. Joe: Sigma 6: Entre 2005 e 2006. 6 edições mensais.
- Dreamwave Productions
  - Transformers / G.I. Joe: Entre 2003 e 2004. 6 edições mensais.
  - Transformers / G.I. Joe: Divided Front: Teve apenas a 1ª edição em 2004 por perda de licença da franquia.
- Hasbro
  - 25th Anniversary Comic Packs e 3 3/4" Comic Packs: Relançamentos de edições anteriores. Entre 2004 e 2006 e entre 2008 e 2009. 9 e 21 edições em packs de bonecos.
  - 25th Anniversary Comic Packs (Originals): Histórias avulsas envolvendo os personagens dos packs nos quais vinham juntas. Entre 2008 e 2009. 16 edições em packs de bonecos.
  - Mini Comics: Entre 1985 e 2004. 20 edições sortidas e esporádicas anexas a outros produtos promocionais.
- Fun Publications
  - G.I. Joe: Collector's Club Monthly: Entre 2010 e 2011. 20 edições mensais.
  - G.I. Joe Vs. Cobra: Entre 2008 e 2010. 6 edições esporádicas.
- IDW Publications
  - G.I. Joe (Temporada 1): Entre 2008 e 2011. Continuação de America's Elite (futuro alternativo). 29 edições mensais.
  - G.I. Joe: Cobra Civil War / Cobra Command (Temporada 2): Continuação da anterior. Entre 2011 e 2012. 19 edições mensais.
  - G.I. Joe: Cobra – Vol. 1 e 2: Entre 2009 e 2010 e entre 2011 e 2012. 19 e 20 edições mensais cada.
  - Cobra Civil War: Snake Eyes: Entre 2011 e 2012. 10 edições mensais.
  - G.I. Joe Origins: Entre 2009 e 2011. 23 edições mensais.
  - G.I. Joe: Hearts & Minds: Em 2010. 5 edições mensais.
  - G.I. Joe: A Real American Hero (Volume 1, continuação): A continuação oficial da saga interrompida em 1994 pela Marvel Comics. Desde 2010. 33 edições mensais (atualizado em março de 2013).
  - G.I. Joe: The Rise of Cobra (Movie Prequel) e (Movie Adaptation): Em 2009. 4 edições mensais e semanais cada uma respectivamente.
  - G.I. Joe: Snake Eyes: Entre 2009 e 2010. 4 edições mensais.
  - G.I. Joe: Operation H.I.S.S.: Em 2010. 5 edições mensais.
  - G.I. Joe 2: Retaliation (Movie Prequel): Em 2012. 2 edições mensais.
  - G.I. Joe: Future Noir: Em 2010. 2 edições mensais.
  - Infastation 1 e 2: Em 2011 e em 2012. 4 e 3 edições mensais.
  - G.I. Joe: The Best (Worst) of: Entre 2009 e 2010. 9 edições sortidas e esporádicas.
  - G.I. Joe: Disavowed: Relançamentos de edições anteriores do "futuro alternativo" (Image, Devil's Due e IDW). Entre . 5 edições.
  - G.I. Joe: A Real American Hero (Trade Paperback 2) e Special Missions: Outro relançamentos das edições da Marvel Comics. Entre 2009 e 2012 e entre 2010 e 2011. 14 e 4 edições esporádicas cada.
  - Miscelânias: Entre . 8 edições sortidas e esporádicas.

### Brasil
- Editora Três
  - Comandos em Ação Falcon: Histórias independentes com aventuras do Falcon. Entre 1978 e 1980. 5 edições aleatórias.[32]
- Editora Globo
  - Comandos em Ação: As 11 primeiras edições da Marvel Comics. Entre 1987 e 1988. 11 edições.
- Editora Abril Jovem
  - G.I. Joe: Comandos em Ação: 10 edições sortidas em torno da 110ª edição da Marvel Comics (algumas edições vinham com 2 revistas em apenas uma). Em 1993. 10 edições.